# La Victoria (Córdoba)
La Victoria ist eine Gemeinde mit 2.335 Einwohnern (Stand: 2024) in der Provinz Córdoba in Andalusien.

## Geographie
Die Gemeinde grenzt an La Carlota, Córdoba, La Rambla und San Sebastián de los Ballesteros. Der Ort befindet sich 19 Kilometer von Córdobas Innenstadt entfernt.

## Geschichte
Der Ort wurde im 16. Jahrhundert vom Paulanerorden mit Erlaubnis des Bischofs von Córdoba gegründet. 1840 wurde der Ort von La Rambla unabhängig und eine eigene Gemeinde.

## Sehenswürdigkeiten
- Turm von San Lucas